# هوائية مزمارية

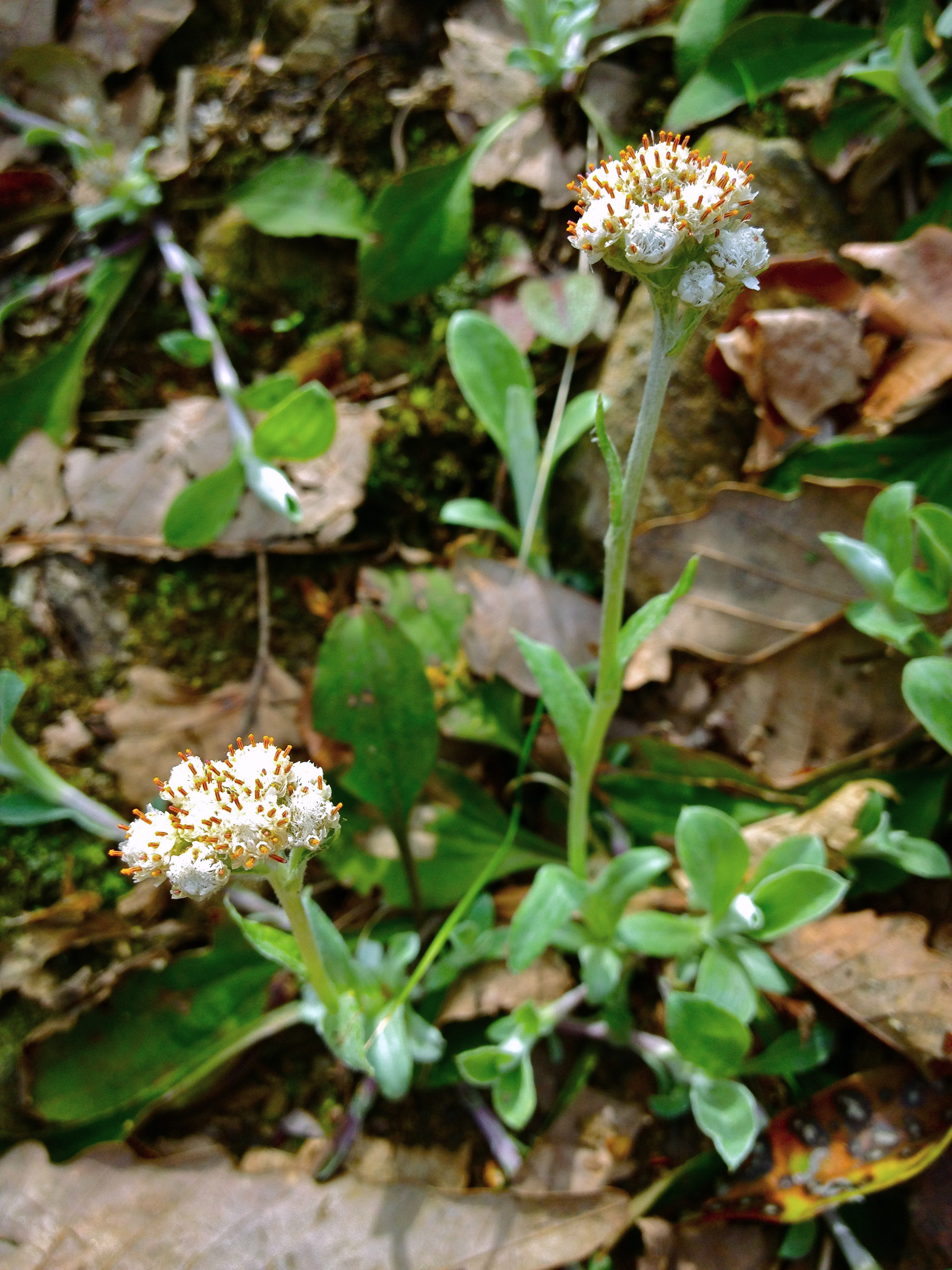
سداة زهرة ذكرية

هوائية مزمارية أو رجل القط المزماري هو نبات معمر من جنس هوائية موطنه الأصلي شرق أمريكة الشمالية ،  وينتج أزهارًا مركبة ملونة في الربيع.